# Lijst van Stolpersteine in Diemen

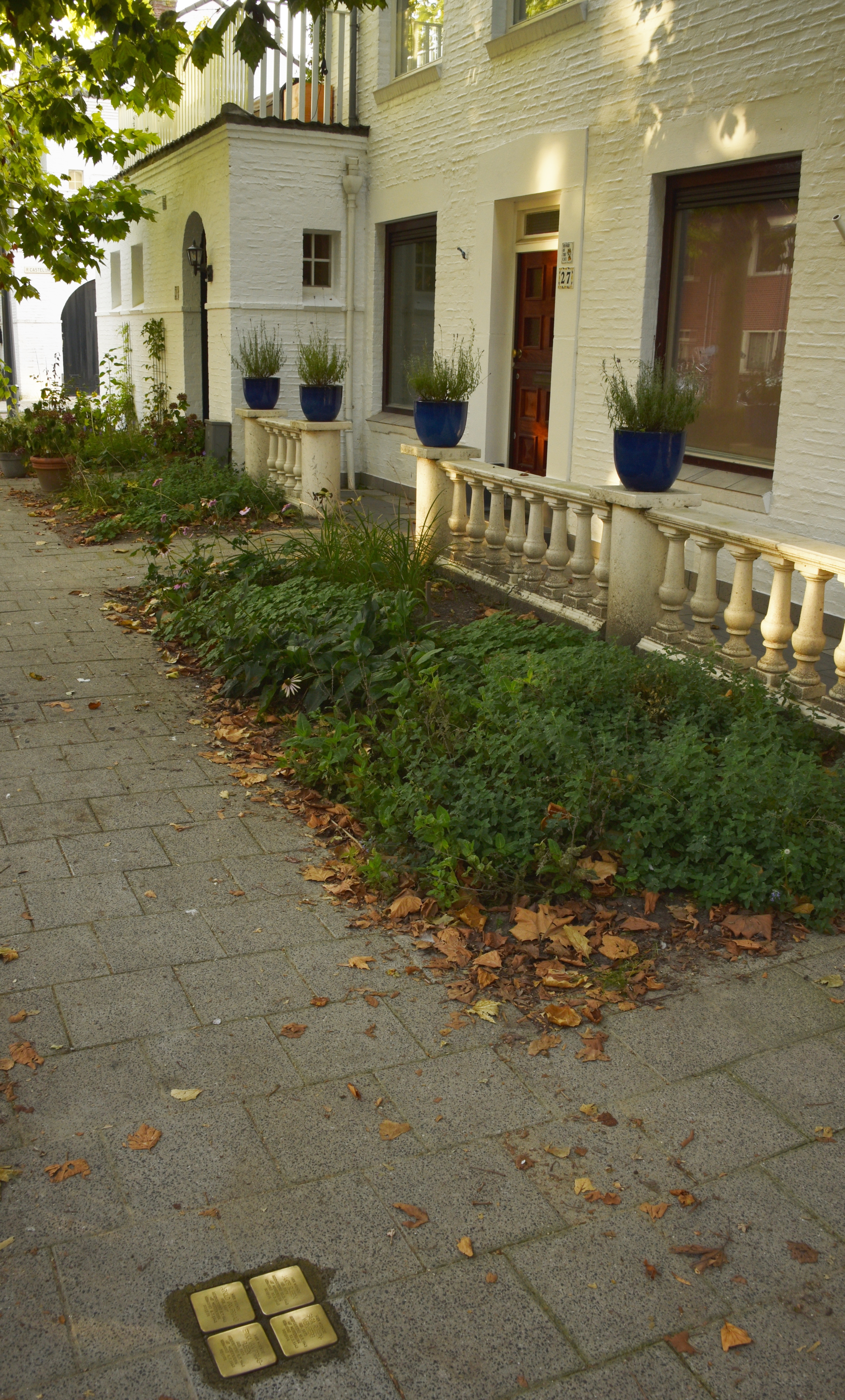
Stolpersteine voor familie Van Praag-Ruben, Jan Bertsstraat 31

De lijst van Stolpersteine in Diemen geeft een overzicht van de gedenkstenen die in de gemeente Diemen in de Nederlandse provincie Noord-Holland zijn geplaatst in het kader van het Stolpersteine-project van de Duitse beeldhouwer-kunstenaar Gunter Demnig. Diemen maakt deel uit van de Metropoolregio Amsterdam.
Stolpersteine zijn opgedragen aan slachtoffers van het nationaalsocialisme, al diegenen die zijn vervolgd, gedeporteerd, vermoord, gedwongen te emigreren of tot zelfmoord gedreven door het nazi-regime. Demnig legt voor elk slachtoffer een aparte steen, meestal voor de laatste zelfgekozen woning.
Omdat het Stolpersteine-project doorloopt, kan deze lijst onvolledig zijn.

## Stolpersteine
In Diemen liggen elf Stolpersteine op drie adressen.
| Afbeelding | Inscriptie | Adres                | Herdachte persoon |
| ---------- | --- | -------------------- | --- |
|            | HIER ONDERGEDOKEN ALFRED ISRAËLS GEB. 1924 GEVLUCHT SEPT. 1942 NAAR ZWITSERLAND OVERLEEFD                                                  | Schoolstraat 43      | Alfred Marcus Israëls (1924-1989) Hij was 17 jaar toen zijn familie werd gearresteerd. Hij was niet thuis, vluchtte naar Zwitserland, overleefde de oorlog en stierf in België op 64-jarige leeftijd. |
|            | HIER ONDERGEDOKEN ASTRID ISRAËLS GEB. 1935 GEARRESTEERD 9.9.1942 GEDEPORTEERD UIT WESTERBORK VERMOORD 14.9.1942 AUSCHWITZ                  | Schoolstraat 43      | Astrid Israëls (1935-1942) |
|            | HIER ONDERGEDOKEN MARCUS ISRAËLS GEB. 1882 GEARRESTEERD 9.9.1942 GEDEPORTEERD UIT WESTERBORK VERMOORD 14.9.1942 AUSCHWITZ                  | Schoolstraat 43      | Marcus Sander Israëls ook wel genoemd Max (1882-1942) |
|            | HIER ONDERGEDOKEN MARIA ISRAËLS- DE BEER GEB. 1894 GEARRESTEERD 9.9.1942 GEDEPORTEERD UIT WESTERBORK VERMOORD 14.9.1942 AUSCHWITZ          | Schoolstraat 43      | Maria Israëls-de Beer (1894-1942) |
|            | HIER WOONDE ARNOLD VAN PRAAG GEB. 1907 GEDEPORTEERD 6.7.1943 UIT WESTERBORK VERMOORD 9.7.1943 SOBIBOR                                      | Jan Bertsstraat 31   | Arnold van Praag (1907-1943) |
|            | HIER WOONDE ERIKA VAN PRAAG- RUBEN GEB. 1908 GEDEPORTEERD 6.7.1943 UIT WESTERBORK VERMOORD 9.7.1943 SOBIBOR                                | Jan Bertsstraat 31   | Erika van Praag-Ruben (1908-1943) |
|            | HIER WOONDE SAMUEL ROTENBERG GEB. 1906 GEÏNTERNEERD 1943 VUGHT GEDEPORTEERD UIT WESTERBORK VERMOORD 21.1.1945 AUSCHWITZ                    | Jan Bertsstraat 14 I | Samuel Rotenberg (1906-1945) |
|            | HIER WOONDE SAUL ROTENBERG GEB. 1936 GEÏNTERNEERD 1943 VUGHT GEDEPORTEERD 29.6.1943 UIT WESTERBORK VERMOORD 2.7.1943 SOBIBOR               | Jan Bertsstraat 14 I | Saul Rotenberg werd geboren op 6 december 1936. Zijn ouders waren Samuel Rotenberg en Chaja Rotenberg-Schlomovicz. Hij is in juni 1943 met het zogenaamde Kindertransport vanuit Vught via Westerbork naar Sobibor op transport gesteld en daar op 2 juli 1943 in het vernietigingskamp vermoord – samen met zijn moeder. Hij was 6 jaar oud. Zijn vader werd vermoord in Auschwitz in januari 1945. |
|            | HIER WOONDE CHAJA ROTENBERG- SCHLOMOVICZ GEB. 1907 GEÏNTERNEERD 1943 VUGHT GEDEPORTEERD 29.6.1943 UIT WESTERBORK VERMOORD 2.7.1943 SOBIBOR | Jan Bertsstraat 14 I | Chaja Ester Rotenberg-Schlomovicz (1907-1943) |
|            | HIER WOONDE JAKOB RUBEN GEB. 1878 GEDEPORTEERD 10.3.1943 UIT WESTERBORK VERMOORD 13.3.1943 SOBIBOR                                         | Jan Bertsstraat 31   | Jakob Ruben (1878-1943) |
|            | HIER WOONDE SARA RUBEN- WEINBERG GEB. 1872 GEDEPORTEERD 10.3.1943 UIT WESTERBORK VERMOORD 13.3.1943 SOBIBOR                                | Jan Bertsstraat 31   | Sara Ruben-Weinberg (1872-1943) |

## Data van plaatsingen
- 4 oktober 2019
- 21 februari 2020 (Alfred Israëls)